# 拉斐尔·卡沃内利
拉斐尔·卡沃内利（1943年11月25日—），古巴男子拳击运动员。他曾代表古巴参加1971年泛美运动会拳击比赛，获得一枚金牌。他也曾参加1964年夏季奥运年、1968年夏季奥运年和1972年夏季奥运会。

## 1964年奥运纪录
以下是参加1964年东京奥运会的古巴轻量级拳击手拉斐尔·卡博内尔 (Rafael Carbonell) 的成绩：
- 32 强：0-5 败给来自爱尔兰的约翰·麦卡弗蒂（John McCafferty）